# Achim Weiguny
Achim Weiguny (Bunzlau, 2 de junho de 1935) é um físico teórico alemão.
Estudou na Universidade de Marburgo, obtendo o diploma em física em 1961. Obteve um doutorado em 1963 em física teórica na Universidade de Freiburg, orientado por Siegfried Flügge, onde obteve a habilitação em 1969. Em 1970 foi professor associado da Universidade de Münster, tornando-se dois anos depois professor pleno e diretor do Instituto de Física Teórica. Em 2000 tornou-se professor emérito.

## Publicações selecionadas
- «Die Physik an der Universität Münster im Spannungsfeld des Nationalsozialismus» (PDF) (em alemão)